# Ашуг Аббас Туфарганлы
Ашуг Аббас Туфарганлы (азерб. Aşıq Abbas Tufarqanlı; 1600, Туфарган, Сефевидское государство — Туфарган, Сефевидское государство) — азербайджанский поэт и ашуг.

## Биография
Ашуг Аббас родился в 1600 году в городе Туфарган, неподалёку от Тебриза. Был современником шах Аббаса I Великого. В ранние годы Аббас по просьбе сестры Батманчы Мухаммед-хана Гюльгяз Пяри отправляется в Тебриз. Там они влюбляются в друг друга и отсюда начинается история дастана «Аббас и Гюльгяз». Аббас получил хорошее образование, выучил арабский и персидский языки.

## Творчество
Ашуг Аббас писал лирические стихи, а также он писал о событиях, современником которых он был и в своих произведениях часто затрагивал социальные проблемы того времени. Он обрёл популярность среди народа и стал одним из выдающихся ашугов своего времени. Аббас писал под псевдонимами «Гул», «Туфарганлы», «Шикястя», «Языг», «Бикяс» и оставил после себя богатое политическое наследие. Современные ашуги также поют его сохранившиеся произведения.